# Rohren
Rohren is een plaats in de Duitse gemeente Monschau, deelstaat Noordrijn-Westfalen, en telt 753 inwoners (2007).
Rohren ligt in de Eifel, op een hoogte van 548 meter tussen het dal van de Roer en dat van de Holderbach. Vooral ten oosten van Rohren ligt een uitgestrekt bosgebied.
Tot 1972 was Rohren een zelfstandige gemeente, alvorens het bij de fusiegemeente Monschau werd gevoegd. Vroeger leefden hier boeren in het bos, die onder andere houten vaten vervaardigden om daar room in te transporteren.

## Langlaufloipes
Bij voldoende sneeuwval worden er drie loipes gemaakt voor langlaufen klassieke stijl. Deze beginnen bij parkeerplaats Lehmkaul langs de Dröft, aan de zuidkant het dorp. Op deze parkeerplaats is ook een gratis openbaar toilet voor recreanten. De gemakkelijke loipe Johannisfeld is 4,8 kilometer lang met een totaal hoogteverschil van 57 meter. Deze loopt door het veld naar de Bundesstraße 258. Vervolgens buigt deze naar links af en loopt langs het beekdal van de Holderbach terug naar de parkeerplaats. Met een doorsteek kan de route kan anderhalve kilometer worden verkort. Dit wordt de Wiesenloipe genoemd. Daarnaast begint bij de parkeerplaats ook derde loipe Wollbüschel. Deze middelzware loipe is 8,8 kilometer lang en heeft een hoogteverschil van 179 meter. Deze gaat westelijk het bos in, gaat over de Holderbach en buigt voor de Dürholderbach naar het zuiden af. De laatste twee kilometer loopt hij samen met de loipe Johannisfeld terug naar parkeerplaats Lehmkaul. Het verst van de parkeerplaats hebben de loipes Johannisfeld en Wollbüschel een aansluiting van elke kilometers lengte op de loipes van buurdorp Höfen.

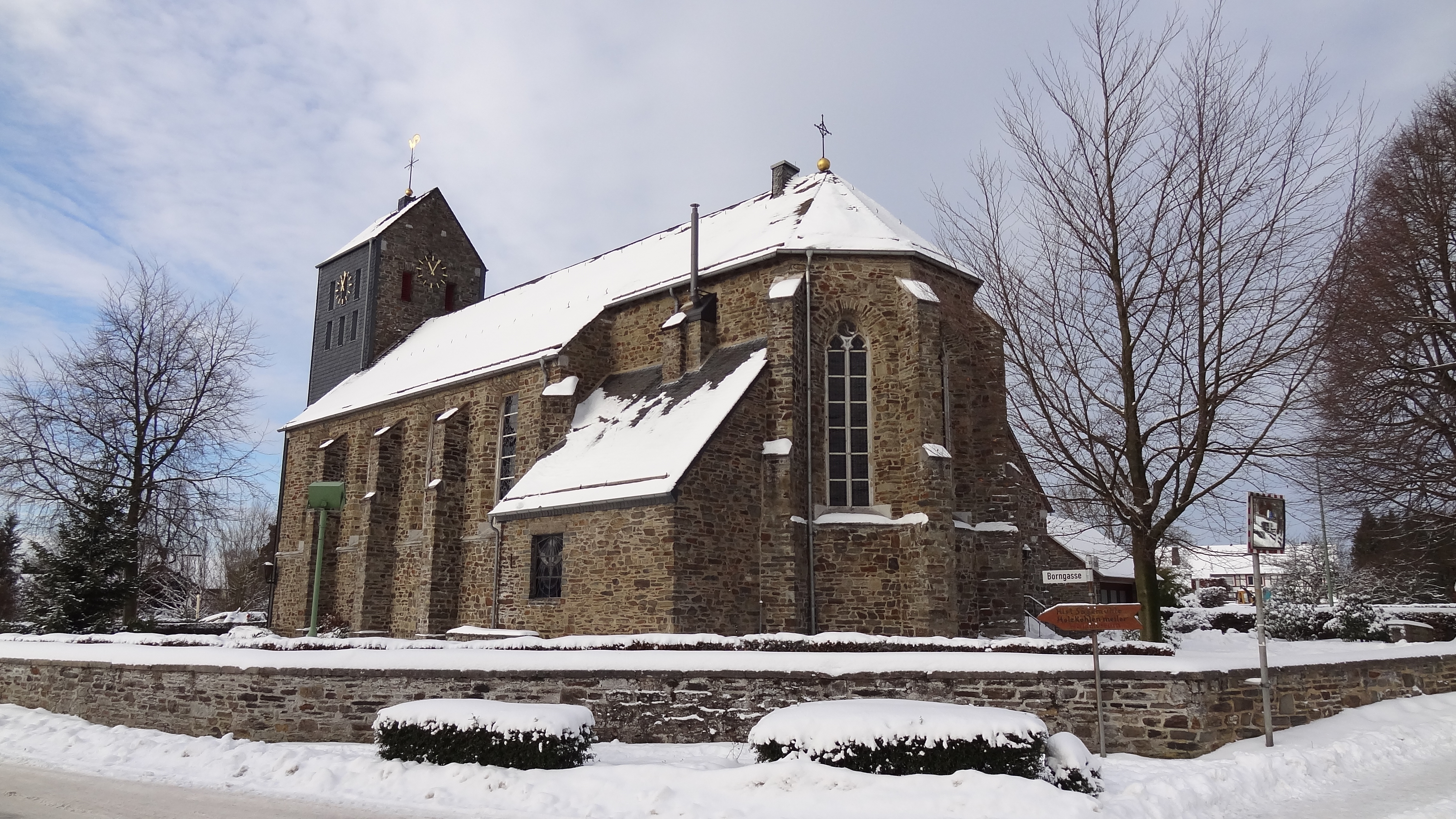
De besneeuwde St-Corneliskerk.

## Nabijgelegen kernen
Hammer, Imgenbroich, Höfen
Stedenregio Aken · Regierungsbezirk Keulen · Noordrijn-Westfalen